# Hàng không năm 2004
Đây là danh sách các sự kiện hàng không nổi bật xảy ra trong năm 2004:

## Chuyến bay đầu tiên
- Aero-Cam Slick 360

### Tháng 3
- 5 tháng 3 - Virgin Atlantic GlobalFlyer

### Tháng 5
- 29 tháng 5 - Aceair AERIKS 200

### Tháng 6
- 18 tháng 6 - hãng Airblue thực hiện chuyến bay đầu tiên, một hãng hàng không tư nhân của Pakistan
- 21 tháng 6 - Chuyến bay dưới quỹ đạo đầu tiên của SpaceShipOne

### Tháng 7
- 15 tháng 7 - Aermacchi M-346
- 20 tháng 7 - Aerocomp Comp Air Jet